# Kunstigt sødemiddel
 Der er for få eller ingen kildehenvisninger i denne artikel, hvilket er et problem. Du kan hjælpe ved at angive troværdige kilder til de påstande, som fremføres i artiklen.

Kunstigt sødemiddel er et tilsætningsstof, der efterligner smagen af sukker men som ofte har mindre fysiologisk brændværdi. Nogle sødemidler er naturlige og andre er syntetiske. Dem der ikke er naturlige kaldes normalt for "kunstigt sødestof".
En vigtig klasse af sødestoffer er intense sødestoffer. Det er stoffer der er mange gange sødere end sukrose, almindeligt køkkensukker. Derfor skal man bruge meget mindre af stoffet og øger derfor ikke mængden af energi nævneværdigt i madvarer ved at bruge dem. De smager sødt på en anden måde end sukker og indegår derfor ofte i komplekse blandinger for at opnå den mest naturlige smag.
For at erstatte sukker med andre sødestoffer i produkter hvor sukker er med til at give fylde så bruges bulksødestoffer. Det kan fx ses i produkter, der fuldstændigt ligner almindeligt sukker men er intense sødestoffer blandt med dekstrin.
I Danmark findes der følgende tilladte kunstige intense sødemidler: sakkarin, aspartam, sukralose, neotame og acesulfam-kalium. Der er debat om hvorvidt kunstige sødemidler kan være en sundhedsrisiko. For aspartams vedkommende har lektor, ph.d. Per Bendix Jeppesen fra Institut for Klinisk Medicin ved Aarhus Universitetshospital udtalt til Sygesikring danmark i år 2013, at forskningen viser meget forskellige resultater og der fortsat mangler at blive foretaget store interventionsforsøg med mennesker, der løber over flere år, før forskningen med sikkerhed kan konkludere, hvorvidt aspartam er farligt eller ej. P.B. Jeppesen pointerer, at aspartam er blevet godkendt i EU på baggrund af nogle gamle godkendelsesordninger.
Hovedparten af sødestofferne der er tilladte i madvarer er syntetisk fremstillet, men nogle naturlige sødestoffer, blandt andet sorbitol og xylitol, der fx findes i frugt og i nogle grøntsager. Det er ikke økonomisk fordelagtigt at udvinde disse stoffer fra frugt og grøntsager, så i stedet fremstilles de via den kemiske reaktion hydrogenering. Fx fremstilles xylitol fra xylose, laktitol fra laktose og sorbitol fra glukose. 
Sukkerfri produkter går ofte for at være sundere end produkter, som indeholder sukker, men ny forskning tyder på, at sukkerfri produkter kan være endnu værre . Samtidig mener man, at sødemidler tilfører en række andre bivirkninger, som f.eks. kræft.